# 2012 (филм)
2012 је научнофантастични филм из 2009. године о смаку света, који је режирао Роланд Емерих. Филм прати причу о феномену 2012. приказујући катаклизмичне догађаје који су повезани за завршетком календара древних Маја. У главним улогама су Џон Кјузак, Чуетел Еџиофор, Аманда Пит, Тандивеј Њутон, Дени Главер и Вуди Харелсон. Радња филма прати геолога Ејдријана Хелмслија (Еџиофор), који открива да је Земљина кора постала нестабилна након масивног соларног бљеска изазваног поравнањем планета и романописца Џексона Кертиса (Кјузак), који покушава да доведе своју породицу на сигурно, док свет бива уништен низом екстремних природних катастрофа које су проузроковане овим. 
Снимање филма је почело у Ванкуверу у августу 2008. године. Након дуготрајне рекламне кампање, која је укључивала и креирање веб-сајта са „тачке гледишта” главних ликова, као и виртуелно маркетиншког веб-сајта на коме је публика могла да се региструје за лутријски број, који би их спасао од надолазеће катастрофе, филм је реализован 13. новембра 2009. године. Остварио је комерцијални успех, зарадивши преко 769 милиона долара широм света и постао је пети филм по заради из 2009. године. Примио је мешане критике од стране критичара, који су хвалили визуелне ефекте, али критиковали сценарио.

## Радња
Услед соларне олује Земљино језгро је бомбардовано неутриноима који изазивају померање магнетних полова што за последицу има серију природних катастрофа који се одвијају широм планете. „Библијски” потоп изазван мегацунамијем који формирају земљотреси прете да униште човечанство а у средишту приче налази се породица обичних људи.

## Улоге
| Глумац         | Улога                   |
| -------------- | ----------------------- |
| Џон Кјузак     | Џексон Кертис           |
| Чуетел Еџиофор | Ејдријан Хелмсли        |
| Аманда Пит     | Кејт Кертис             |
| Тандивеј Њутон | Лора Вилсон             |
| Лијам Џејмс    | Ноа Кертис              |
| Морган Лили    | Лили Кертис             |
| Том Мекарти    | Гордон Силберман        |
| Дени Главер    | председник Томас Вилсон |
| Оливер Плат    | Карл Анхојзер           |
| Златко Бурић   | Јуриј Карпов            |
| Вуди Харелсон  | Чарли Фрост             |

## Зарада
Са приходом од преко 769 милиона америчких долара широм света филм превазилази претходно катаклизмично Емериково остварење Дан после сутра. Буџет од 200 милиона долара углавном је потрошен на величанствене специјалне ефекте који веродостојно приказују деструкцију познатих грађевина (Статуа Христа, Бела кућа...) и објеката. У Србији је филм достигао пето место по гледаности у 2009. години.

## Оцена критике
Оцена критике креће се од мешовитих до негативних рецензија. Сајт Rotten Tomatoes извештава да је 39% од 212 критичара написало позитивну рецензију, са просечном оценом 5.1 од 10. Међу виђенијим критичарима на сајту, 27% од њих 33 изразило је позитивно мишљење о филму. Општи консензус сајта је да „филм 2012. Роналда Емериха доноси мноштво визуелних узбуђења, али му мањка довољно јак сценарио који би подржао његов масивни обим и напумпану дужину“. Сајт Metacritic који даје пондерисани просек на основу 1–100 рецензија филмских критичара, износи оцену 49 зановану на 34 рецензије.
Питер Треверс (Peter Travers) из часописа Rolling Stone критиковао је филм поредећи га са филмом Трансформерси: Освета пораженог: „Чувајте се 2012. која чини дубиозно чудо јер се готово поклапа са Трансформерсима 2 по глупости која је провидна, цинична, отупљује ум, траћи време, цеди новац и исисава душу.“ Роџер Иберт био је одушевљен филмом дајући му 3 1/2 звездице од 4, наводећи да филм „доноси оно што и обећава, а како ниједно разумно биће неће купити карту очекујући нешто друго, за његову публику то ће бити један од најзадовољавајућих филмова године“. И Иберт, и Клаудија Пјуиг (Claudia Puig) из листа USA Today назвали су филм „мајком свих филмова катастрофе“.